# Ezüst csikóhal
Az ezüst hátú gömbhal (mérgező gömbhal, Lagocephalus sceleratus)  a sugarasúszójú halak (Actinopterygii) osztályába sorolt gömbhalalakúak (Tetraodontiformes) rendjében a névadó gömbhalfélék (Tetraodontidae) család a Lagocephalus nemének egyik faj.

## Származása, elterjedése
Az indo–csendes-óceáni térség trópusi területeiről származik; többfelé inváziós faj. A Földközi-tengerbe valószínűleg 2003-ban ért el a Szuezi-csatornán át.

## Megjelenése, felépítése
Átlagos hossza negyven centiméter, legnagyobb példánya hét kilogrammot nyomott. A feje, a szája és a szeme is jellegzetesen nagy.
Jellegzetesen lapított hasa fehér, illetve oldalán a szájszegletétől a farokúszójáig húzódó sáv felett ezüstszínű. Hátát zöldesbarna vagy fekete foltok tarkítják.

## Életmódja, élőhelye
A felszínközeli vizekben él a 18–100 méteres tartományban.
Fő táplálékai különféle gerinctelenek:
- kagylókkal,
- csigákkal,

- tengeri uborkák.

Az embert is sebző ragadozó, amely erős harapásával darabokat hasíthat le ujjainkról.

## Élettani hatása
A húsában és belső felhalmozódó tetrodotoxin erős idegméreg, amely az amerikai Betegségmegelőző és Járványügyi Központ (CDC) szerint akár 20 perc alatt is végezhet egy emberrel.